# Vymírání

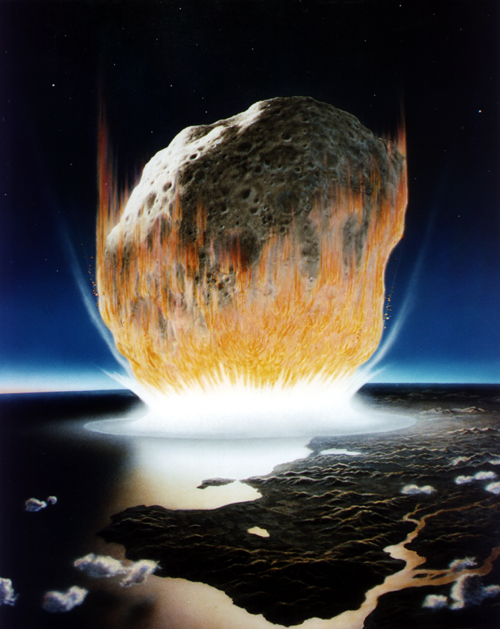
Některá vymírání pravděpodobně způsobily dopady asteroidů na Zemi

Vymření, vyhynutí, extinkce, případně vymizení je konec existence určitého biologického taxonu, nejčastěji druhu. Definuje se jako smrt posledního jedince daného druhu. Tento moment se určuje většinou zpětně, po několika letech. Pokud vymření nastalo hluboko v geologické historii Země, datuje se přibližný čas podle fosilního záznamu. Úbytek populace vedoucí k vymření jednoho nebo více taxonů se nazývá vymírání, případně mizení.
Země je stará přibližně 4,54 miliardy let, život nejméně 3,5 miliardy nebo dokonce až 4,1 miliardy let. Asi 99,9 procent všech druhů (kolem 5 miliard), které kdy žily na Zemi, jsou pravděpodobně vyhynulé. Odhady počtu v současnosti žijících druhů se různí a oscilují od 5 do 14 milionů (nejpravděpodobněji 7,4–10 mil.), z nichž bylo zatím popsáno 1,2 milionů.
Během evoluce vznikaly a vznikají nové druhy. Tomuto procesu se říká speciace. Většina druhů ale následně i zaniká, neboť se není schopna přizpůsobit měnícím se životním podmínkám, které jsou ovlivňovány mnoha faktory. Typická délka existence jednoho druhu je odhadována na 1–13 milionů let. Existují ale i druhy, které bez zásadních změn přežily stovky milionů let.
V určitých geologických obdobích Země dochází i k tzv. hromadným či masovým vymíráním. Jedná se o události, kdy během relativně krátké doby (tisíců až několik málo milionů let) vymře nejméně 40–50 % všech druhů. Země už zažila několik masových vymírání, ovšem tato vymírání podporují následnou biodiverzitu organismů. Je pravděpodobné, že v současnosti dochází k dalšímu vymírání, jež je způsobeno činností člověka. Ovšem člověk také vytváří nové druhy, a to přímo i nepřímo.

## Definice a pojmy
Druh zmizí, pokud poslední existující jedinec umírá. Jestliže však stále existuje malé množství živých zástupců, kteří ale nejsou schopni vyprodukovat životaschopnou populaci, například kvůli špatnému zdraví, vzájemné vzdálenosti či příbuznosti, říká se tomu „funkční vymření“.
V ekologii se výraz vymření často používá lokálně. Což znamená, že daný druh přestane existovat na vymezeném území. Například vlci obecní byli vyhubeni v mnoha oblastech svého původního výskytu, ale celkově druhu zásadní nebezpečí nehrozí a je považován za málo dotčený.
Dalším pojmem je „pseudoextinkce“ („pseudovymření“). Při něm dojde sice k zániku původního druhu či skupiny druhů, ale stále existují druhy dceřiné, vyvinuté z vymřelých. Příkladem mohou být ptáci, kteří se vyvinuli z některých druhů dinosaurů.
Zvláštním novodobým fenoménem spojeným výhradně s lidskými aktivitami je tzv. „vyhynutí v divočině“ (Extinct in the wild). Lidé se snaží některé druhy ochránit před zánikem tím, že je chovají v zajetí a případně se pokoušejí o jejich znovunavrácení do volné přírody, což je většinou velmi obtížné.
Vyhynutí jednoho druhu může mít za následek řetězovou reakci dalších vyhynutí. Říká se tomu „řetěz vymření“ a týká se především klíčových druhů.

### Pseudoextinkce
Jako pseudoextinkce se označuje jev, při kterém jeden taxon (většinou druh) vymizí, v následujícím časovém úseku se tento taxon nevyskytuje, nicméně jeho potomstvo se transformuje v jeden nebo více dceřiných taxonů. Tyto taxony nesou většinu genetické informace původních druhů. Příkladem je vyhynulý třetihorní kůň Hyracotherium, jehož přímí potomci stále žijí. Jedná se o dnešní rod Equus zahrnující koně, zebry, osly a další. U tohoto rodu byly druhy nebo poddruhy schopny přežít zánik rodičovských druhů.
Dalším klasickým příkladem pseudovymření je transformace některých druhů dinosaurů do ptáků.
Taxon tedy vymizí z paleontologického záznamu, ale ne kvůli smrti posledního jedince. Pseudoextinkce je poměrně vzácný jev, obvykle se přemění jen jedna či několik populací a původní druh standardně vyhyne. Někdy je velmi obtížné určit, zda jde o pseudoextinkci nebo jen o vyhynutí příbuzného druhu.

### Lazarské druhy a živé fosílie
Některé druhy byly jistou dobu považovány za vyhynulé, ale poté byly znovu objeveni jedinci, kteří přežili. Takové druhy jsou označovány jako „lazarské“. Lalokoploutvá ryba latimérie podivná považována za vyhynulou přibližně 70 milionů let byla v roce 1938 objevena při východním pobřeží Jižní Afriky nedaleko řeky Chalumna (nyní Tyolomnqa). Laoská skalní krysa (Laonastes aenigmamus), k jejímuž vědeckému popsání došlo až v roce 2005, je zařazena do archaické čeledi hlodavců Diatomyidae, kteří byli donedávna považováni 11 milionů let vyhynulí.
Za živé fosílie jsou označovány druhy, které tzv. zapomněly vyhynout. Buď jsou evolučně tak dobře vybavené, že jim to umožňuje přežívat v téměř nezměněné podobě nestandardně dlouho, nebo žijí v tak izolovaných oblastech, že v nich byl zmírněn evoluční tlak. Vesměs vykazují nízkou taxonomickou a morfologickou variabilitu. Takto jsou označovány například tyto druhy: pekari Wagnerův (Catagonus wagneri), bahník americký (Lepidosiren paradoxa), hoacin chocholatý (Opisthocomus hoazin), žába Nasikabatrachus sahyadrensis, hatérie novozélandská (Sphenodon punctatus), ptakopysk podivný (Ornithorhynchus anatinus), loděnka hlubinná (Nautilus pompilius), strašilkovci (Mantophasmatodea), husovec strakatý (Anseranas semipalmata), krokodýl mořský (Crocodylus porosus), rod mravenců Gracilidris. Z rostlin je to například dub druhu Eidothea hardeniana.

## Příčiny
Mnohé taxony se určitou dobu vyvíjejí a poté zanikají. Odhaduje se, že více než 99,9 % všech druhů, které kdy žily, zanikly. Průměrná životnost většiny druhů je 10 milionů let, i když lze najít značně rozdíly. „Existuje celá řada příčin, které mohou přímo či nepřímo přispívat k vyhynutí druhu nebo skupiny druhů.“ „Každý druh jedinečný“, napsali Beverly a Stephen C. Stearnsové v knize Watching, from the Edge of Extinction „a každý vyhyne ... příčiny jsou různé, některé drobné a komplexní, další zřejmé a jednoduché“. Každý druh, který nemůže přežít a rozmnožovat se ve svém prostředí a nemůže se přesunout do nového prostředí, kde by tak mohl učinit, vymře a zaniká. Vymírání druhů může přijít náhle (rychlá likvidace jejich životního prostředí) nebo může trvat tisíce či dokonce milióny let.
Důležitým faktorem zapříčiňujícím extinkce během posledních stovek, tisíců a možná dokonce desetitisíců let jsou lidské aktivity, ať už je to nadměrný lov, změna, znečištění či úplné zničení životního prostředí nebo zavlečení invazních druhů. Zřejmě hlavní příčinou moderního hromadného vymírání je obrovský nárůst lidské populace, která má stále větší nároky na prostor a zdroje, jež nehodlá sdílet s jinými druhy, pokud pro ni nejsou tzv. užitečné. Mezinárodní svaz ochrany přírody (IUCN) eviduje 834 taxonů vyhynulých mezi léty 1500–2015. Další neznámé množství vymření mezi udávanými léty nebylo zachyceno. Jisté druhové znaky mohou být společnou predispozicí k vymírání.

### Genetika a demografické jevy
Populační genetika a demografické jevy ovlivňují jejich vývoj, a tím i riziko vyhynutí druhů. Omezení dané geografií planety je nejdůležitějším faktorem zániku druhů ze všech, ale stává se irelevantním, pokud nastane masové vymírání. Přírodní výběr způsobuje zvýšení prospěšných genetických vlastností a eliminuje slabé stránky. Je však možné, aby se škodlivé mutace šířily v celé populaci prostřednictvím vlivu genetického driftu. Protože jsou vybírány znaky a ne geny, vztah mezi genetickou rozmanitostí a rizikem vyhynutí může být komplexní a hrají zde roli faktory jako balanční selekce, skrytá genetická variabilita, fenotypová plasticita a degenerace. Různorodý genofond populace dává vyšší šanci na přežití nežádoucích změn podmínek. Efekty, které způsobují ztráty nebo zisky genetické rozmanitosti, mohou zvýšit šance na vyhynutí druhu. Populační úbytek typu efektu hrdla láhve obvykle zásadně sníží genetickou různorodost, protože se výrazně omezuje reprodukce jednotlivců a příbuzenská plemenitba je častější. Dalším fenoménem snižujícím kvalitu je zakladatelský efekt. Při něm dochází ke speciaci pomocí malého množství zakladatelských jedinců.

### Genetická kontaminace
Čistokrevné taxony (mnohdy jde o poddruhy), které jsou málo početné či vzácné, mohou čelit hrozbě vyhynutí i tím, že jejich populace je vystavena nekontrolovanému genetickému znečištění neboli kontaminaci. Může dojít k jejich zániku prokřížením s cizí a větší populací příbuzného taxonu. Buď jsou jejich potomci neplodní a populace vzácnějšího taxonu záhy zaniká, nebo jsou dále schopni rozmnožování a větší taxon postupně vzácnější pohltí. Dochází k tomu například při zavlečení invazního druhu člověkem nebo při prolomení některých přírodních bariér, které doposud vzájemnému kontaktu a křížení bránily. Tento typ vyhynutí není často patrný morfologicky, ale až na základě genetických zkoumání. Příkladem ze současnosti může být ohrožení divoké populace buvola arni v důsledku genetického znečištění ze strany domácího vodního buvola, jenž byl právě z arniů vyšlechtěn, nebo křížení vzácnějšího orla volavého s běžnějším orlem křiklavým. Genetická příbuznost však může hrát i pozitivní roli. Například příbuznost tygra kaspického s tygrem ussurijským a tygra čínského s tygrem indočínským možná pomůže při „znovuoživení“ prvně jmenovaného, respektive k omezení inbreedingu u již jen v zajetí chovaného tygra čínského.

### Degradace životního prostředí
Poškozování, změna či destrukce životního prostředí je hlavním antropogenickým důvodem vymírání druhů. Jedná se především o rozvoj zemědělství, růst měst, těžbu dřeva, těžbu nerostných surovin a průmyslový rybolov. Může jít o přímé efekty jako například znečištění prostředí toxickými látkami nebo nepřímé, kdy je určitým druhům omezena schopnost soupeřit o limitované zdroje. Lidmi způsobená toxicita může vyhubit některé lokální druhy velmi rychle tím, že je rychle usmrtí nebo učiní sterilními. Tento proces může být i pomalejší, pokud jedovatost dosahuje nižšího stupně.
Klasickým příkladem ničení životního prostředí je kácení tropických deštných pralesů a jejich nahrazování poli, pastvinami či monokulturními plantážemi. Kromě mnoha jiných taxonů tím trpí například kapraďorosty, které potřebují tmavé, trvale zastíněné plochy, jež jim dokáže poskytnout jen hustý les.

### Predace, kompetice, nemoci

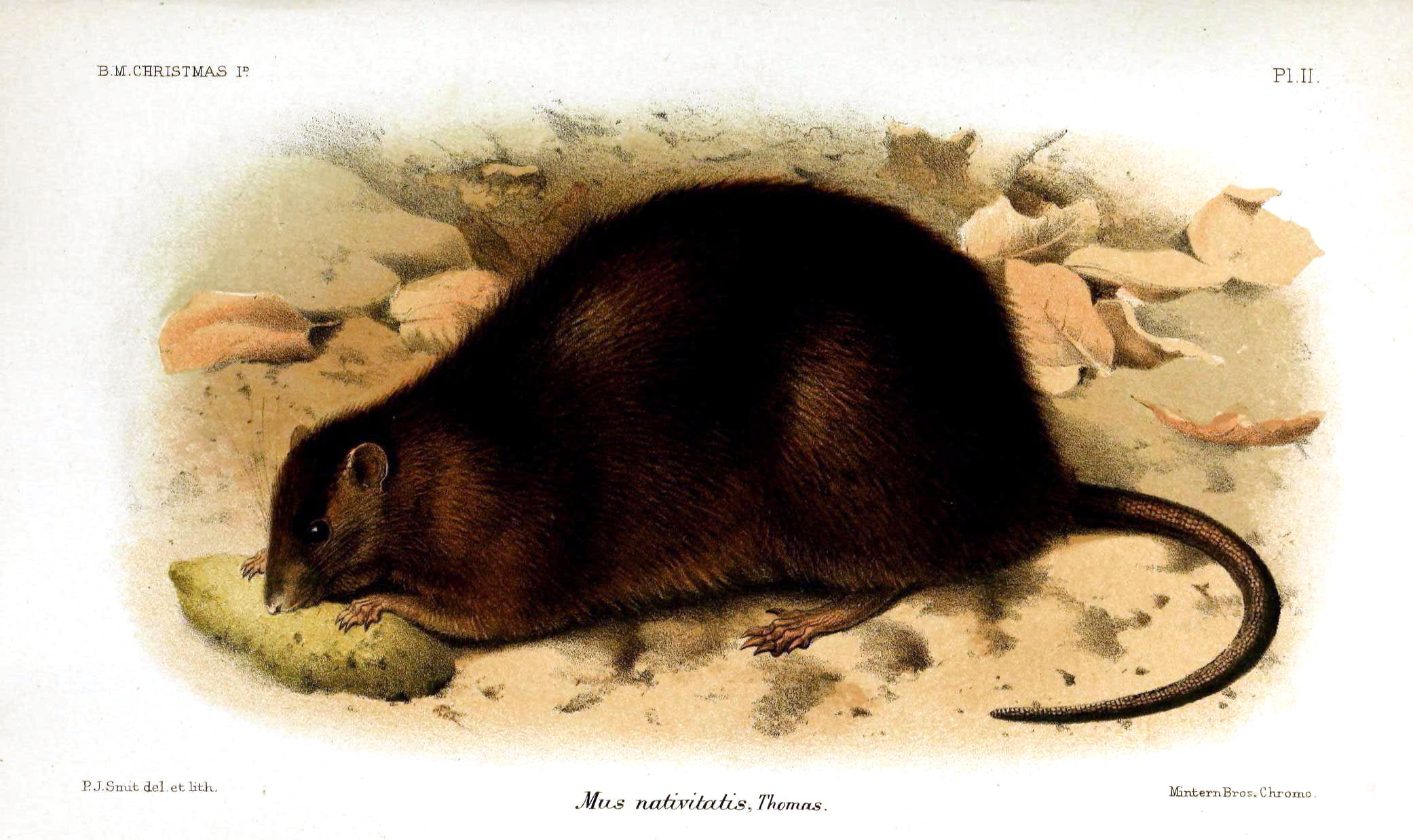
Krysa buldočí je jeden z mála druhů, o němž se téměř s jistotou ví, že vyhynul v důsledku nemoci.

Mezi především přírodní důvody vymření taxonů patří lov (predace), mezidruhové soupeření (kompetice) a neschopnost vyrovnat se s nemocemi, které přerostou v epidemie či pandemie. Ačkoliv jde o původně přirozené příčiny vymírání, lidská činnost k tomu zásadním způsobem přispívá. Člověk jakožto přemnožený superpredátor dokáže svými loveckými aktivitami zcela zdecimovat populace některých taxonů. Již v době, kdy lidí bylo relativně málo, mohl mít jejich příchod do prostředí, kde fauna nebyla adaptována na jejich lovecké techniky, devastační efekt. Jedná se například o vyhynutí australské megafauny (před cca 40 000 lety), americké megafauny (před cca 12 000 lety) a zmizení mnohých druhů na Madagaskaru, Havaji a Novém Zélandu (cca 300–1500 n. l.). Ačkoliv příchod lidí zřejmě nebyl jedinou příčinou extinkce, šlo o důležitý vliv, který mohl působit například v kombinaci se změnou klimatu. S některými druhy predátorů lidé soupeří o kořist, což snižuje početnost populací a může přivést taxony k vyhynutí.
Introdukcí nepůvodních taxonů na různá místa (především na ostrovy), ať už záměrně (dobytek), či omylem (krysy), rovněž dochází buď k predaci původních populací, soupeření s nimi, k zavlečení chorob, nebo k degradaci životního prostředí, což vše může mít za následek jejich vyhubení. Příklady zvířat, která takto vyhynula, jsou krysa buldočí (epidemie), dronte mauricijský (predace a kompetice ze strany zavlečených druhů) či ropucha zlatá (houba zavlečená z Afriky do Ameriky).
Klasickým příkladem zavlečeného predátora, který následně zdecimoval původní ptačí populace, je bojga hnědá a její invaze na Guam, k níž došlo ve 40. letech 20. století. Existují také hypotézy o vyhynutí dinosaurů vlivem jakési smrtící pandemie, jedná se však spíše o ojedinělé domněnky (zastáncem této myšlenky byl například paleontolog Robert T. Bakker).

### Koextinkce
Ke koextinkci neboli spoluvymření dochází v případě, že na vyhynutí jednoho druhu reagují další na něj navázané taxony rovněž vymřením. Dochází k tomu například u specializovaných parazitů, pokud vyhynou jejich hostitelé. Nebo u predátorů silně vázaných na jeden typ (druh) kořisti. Pokud vymře kořist, brzy ji následuje i predátor. Příkladem může být vyhynutí velkého nelétavého ptáka moa a jeho lovce orla Haastova na Novém Zélandu. Další koextinkci se snaží zabránit lidé ve Španělsku, kdy po rapidním poklesu počtů divokého králíka hrozilo vyhynutí rysovi iberskému, pro nějž byl králík téměř výhradní kořistí. V tomto případě by nešlo o klasickou koextinkci, neboť králíkovi vyhynutí nehrozí, jen by zmizela jeho lokální populace. Ke koextinkci dochází často v případě, kdy vymře klíčový druh.

### Klimatické změny
Vymírání v důsledku klimatických změn je navrhováno pro mnoho historických událostí. Příkladem je vymření obojživelníků během tzv. karbonského kolapsu deštných pralesů před 305 miliony let, kdy došlo k formaci vyvřelých hornin v okolí Skagerraku. Podobně největší hromadné vymírání, permské vymírání, pravděpodobně způsobily vulkanické Sibiřské trapy. Vymírání mělo nastat i v době, kdy Země procházela fází tzv. sněhové koule a byla z části pokrytá silnou vrstvou ledu, ale vymírání není jisté. Klimatické změny mají jen 7 % podíl na současném vymírání druhů. Některé studie předpokládají vymření 15–37 % suchozemských druhů do roku 2050 v důsledku klimatických změn. OSN však uvádí, že jen 5 % druhů je pouze ohroženo vyhynutím při oteplení klimatu o 2 °C. Velmi ohrožená může být oblast Kapska, Karibiku a tropických And. Klimatické změny mohou nastat vlivem různých okolností, například kolísáním sluneční aktivity, zvýšenou sopečnou činností či výbuchem supervulkánu. K poslední explozi supersopky došlo před asi 74 tisíci lety, kdy explodoval supervulkán Toba, což způsobilo globální ochlazení o 3 až 5 stupňů Celsia (skeptici tvrdí jen o 1 °C) a následné velké vymírání.

### Vesmírná srážka
Srážka s vesmírným tělesem může způsobit lokální, regionální či globální katastrofu, záleží především na velikosti dopadajícího tělesa a také na místě dopadu. Obzvláště velkou hrozbou mohou být velké meteority, asteroidy a komety. Čím je těleso větší, tím je menší pravděpodobnost jeho srážky se Zemí, ale větší ničivá síla srážky. Předpokládá se, že tělesa o průměru více než několik kilometrů již mohou způsobit globální katastrofu spojenou s masovým vymíráním. Asteroid, jehož dopad byl hlavní příčinou hromadné extinkce na konci křídy, mohl mít v průměru 6–14 km. Některé studie však předpokládají, že k masovému vymírání je potřeba souběh dopadu velkého tělesa a zvýšené vulkanické činnosti.

### Řízená extinkce

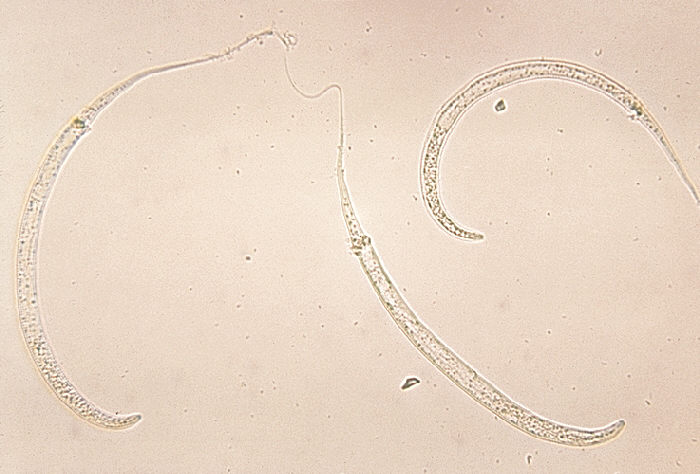
Vlasovec medinský neboli guinejský červ je jedním z organismů, jež se snaží člověk vyhubit.

Lidé se snaží vymýtit některé choroby, což je v podstatě snaha o plánovanou extinkci. Zřejmě se jim to povedlo v případě pravých neštovic a moru skotu, jejichž viroví původci jsou uchováváni pouze v laboratořích a ve volné přírodě již neexistují. Další viry, bakterie, paraziti a jisté druhy hmyzu mají být rovněž zlikvidovány. Jedná se například o parazitického červa vlasovce medinského (Dracunculus medinensis), bakterii Treponema pallidum pertenue, původce frambézie, dále existuje snaha vyhubit některé druhy komárů za použití genetických metod.
De facto řízenou extinkcí byl pokus nacistů vyhladit během 2. světové války židy, i když z exaktně biologického hlediska by o vymření nešlo, neboť etnikum není taxonomická jednotka.

### Dobrovolná extinkce
Každý taxon resp. gen má biologicky naprogramováno se replikovat, tedy množit a dále se šířit. Stejně tak člověk, ale ten jediný si dokáže uvědomit následky přemnožení a dokonce vědomě umí regulovat svou replikaci. Existuje dokonce skupina lidí sama sebe nazývající Hnutí za dobrovolné vyhynutí lidstva (The Voluntary Human Extinction Movement), která považuje člověka za škodlivý a silně přemnožený druh a usiluje v krátkodobém horizontu o výraznou redukci lidské reprodukce a populace a v dlouhodobém horizontu dokonce o dobrovolné vymření lidstva v zájmu veškerého života na Zemi.

## Hromadná vymírání
V paleontologické historii máme záznamy o několika velkých vymíráních, kdy došlo k masovému úbytku některých skupin v relativně krátkém geologickém čase. Pět největších extinkcí se označuje jako velká pětka. Největším masovým vymíráním vůbec byla událost na přelomu permu a triasu před 252 miliony let, kdy vymizelo až okolo 90 % všech druhů. Důvodem byl zřejmě souběh vícero příčin: dopady meteoritů, masivní vulkanické erupce v oblasti dnešní Sibiře, rozsáhlé uhelné a plynové požáry a obří úniky metanu způsobené mikroorganismy (především archeou Methanosarcina).
Nejznámější hromadnou extinkcí je pak vymírání na přelomu křídy a paleogénu před 66 miliony lety, kdy vyhynuli dinosauři (s výjimkou ptáků) a s nimi nejméně 50 % nebo možná až 80 % všech soudobých druhů. Tato událost byla s největší pravděpodobností způsobena dopadem asteroidu do oblasti dnešního Yucatánu. Nejstarší hromadné vymírání vyšších organizmů se odehrálo před víc než 500 milióny lety, nejmladší historické před zhruba pouhými 100–10 tisíci lety, kdy zmizela pleistocenní megafauna. Navíc asi 70 % vědců má za to, že v současnosti probíhá další vymírání, jež bezprostředně navazuje na poslední zmíněné a jehož hlavním viníkem je člověk.

## Vnímání vyhynutí lidmi
V současné době hraje největší roli ve vymírání druhů člověk, ale zároveň právě on se snaží vymírání zabránit. Ohrožené druhy nicméně často nejsou chráněny s ohledem na svůj ekologický význam. Na nemnohé taxony taky byly vynaloženy obrovské finanční prostředky, přičemž se staly ikonami ochranářských hnutí, zatímco jiné neobdržely téměř žádnou péči, podporu a pozornost, ačkoli jejich přežití je z hlediska ekologických nik podstatně důležitější.

## De-extinkce
Nejsofistikovanější možností jak dosáhnout de-extinkce neboli znovuoživení biologického taxonu je jeho naklonování. Je k tomu potřeba co nejméně poškozená DNA z co největšího množství jedinců a v případě vyšších živočichů i žijící příbuzný taxon, jehož samice dokáží odnosit klonované embryo. Existuje několik projektů, jejichž snahou je naklonovat například mamuty či jeskynní lvy. Nedávné pokusy provedené na 108 let mrtvém do lihu naloženém mladém jedinci vakovlka přinesly dostatek genetického materiálu pro případné naklonování. Nejdále zatím zašlo úsilí oživit kozorožce pyrenejské (Capra pyrenaica pyrenaica). V letech 2000–2003 bylo vytvořeno celkem 285 embryí, 54 přeneseno do lůna samic (kříženci kozy a kozorožce), ale jen 2 přežily první dva měsíce březosti předtím, než také uhynuly. 30. července 2003 se jedné samici podařilo porodit živý klon, který však během několika minut zemřel na selhání plic.
Kromě klonování existuje ještě metoda selektivního křížení. Touto metodou došlo ke znovuoživení pratura či kvagy. „Oživení“ jedinci však nejsou geneticky ani morfologicky totožní s jedinci původního druhu, jen jim jsou velmi podobní.

## Galerie

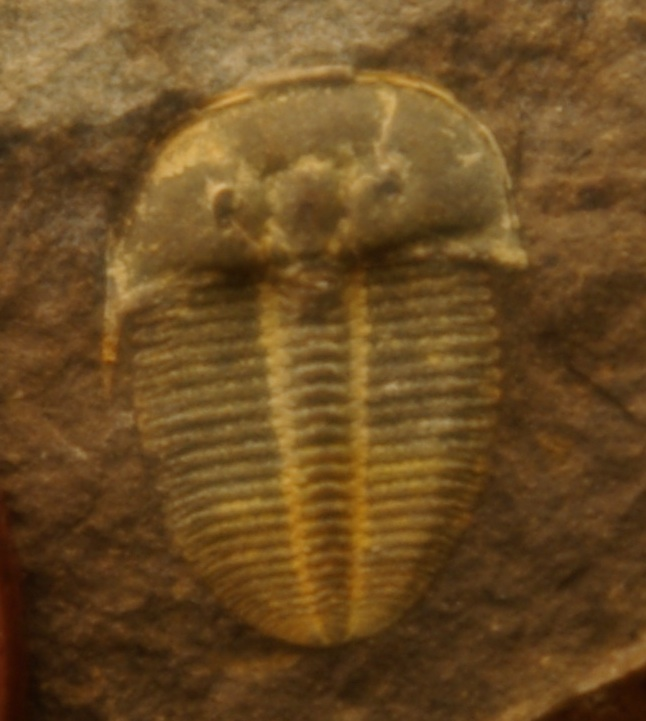
Fosilní pozůstatek prvohorního členovce ze skupiny trilobitů, kteří vyhynuli na konci prvohor před 250 miliony let
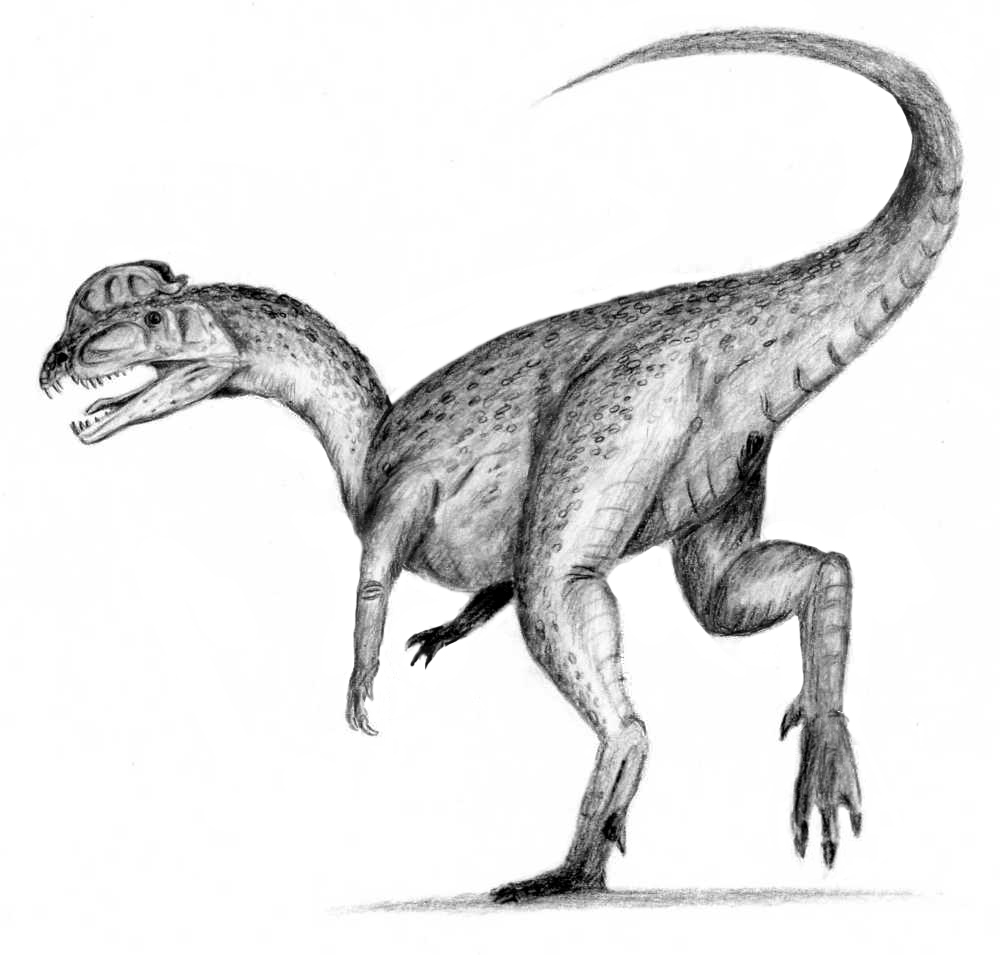
Dilophosaurus jeden z mnoha vyhynulých rodů dinosaurů
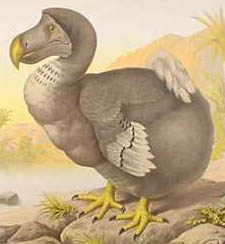
Blboun nejapný je notoricky známý, leč vyhynulý druh, který žil až do novověku na ostrově Mauricius
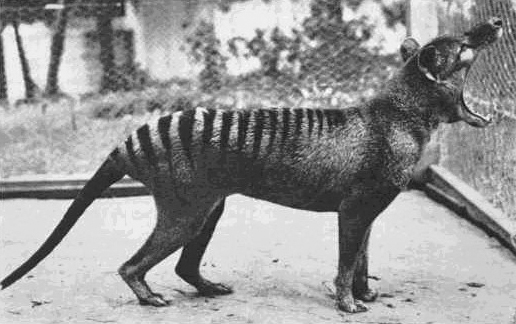
Vakovlk tasmánský Benjamin, poslední známý jedinec druhu. Benjamin zahynul v roce 1936, celý druh byl za vyhynulého označen v roce 1986
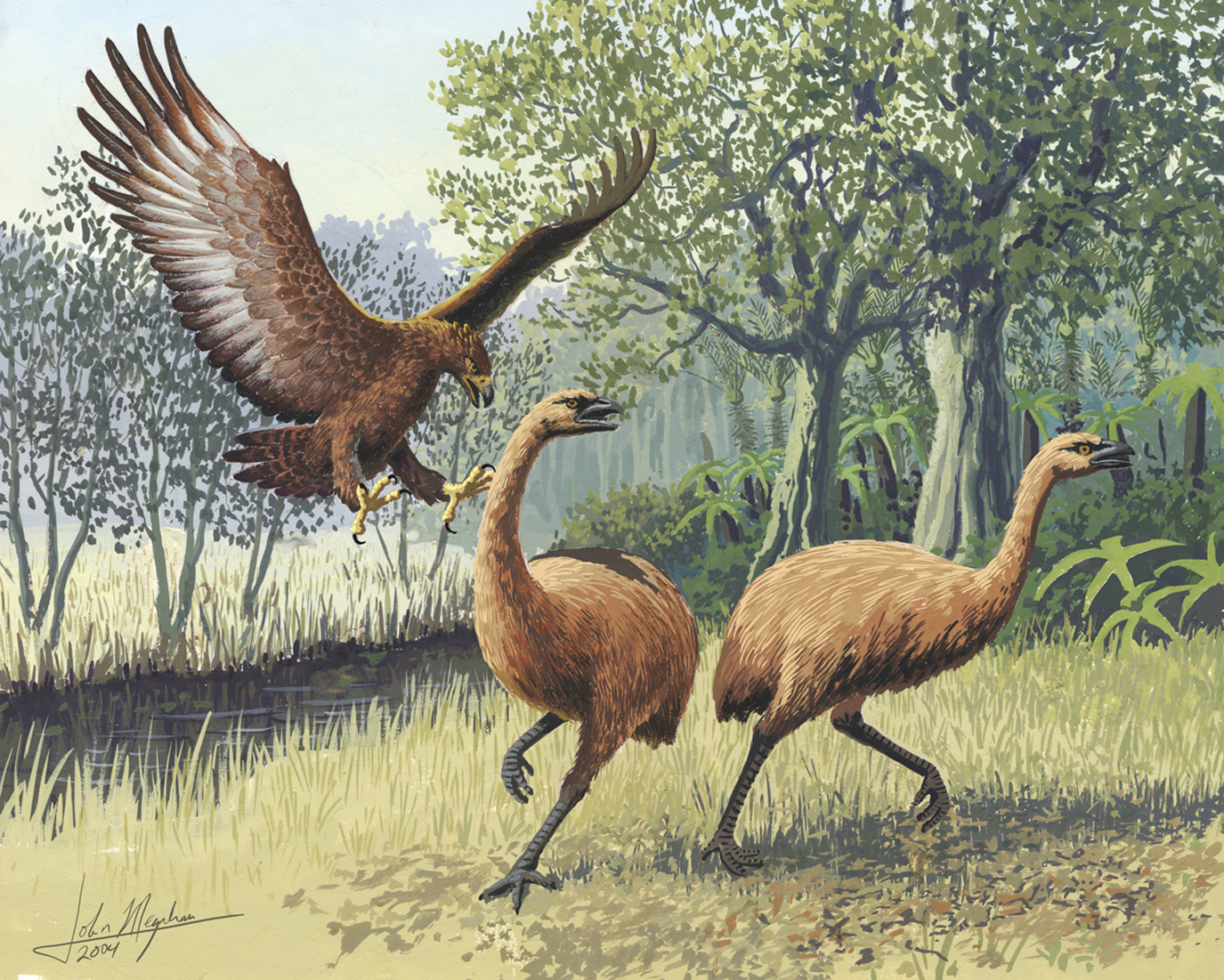
Moa a orel Haastův patří k druhům vymřelým v holocénu
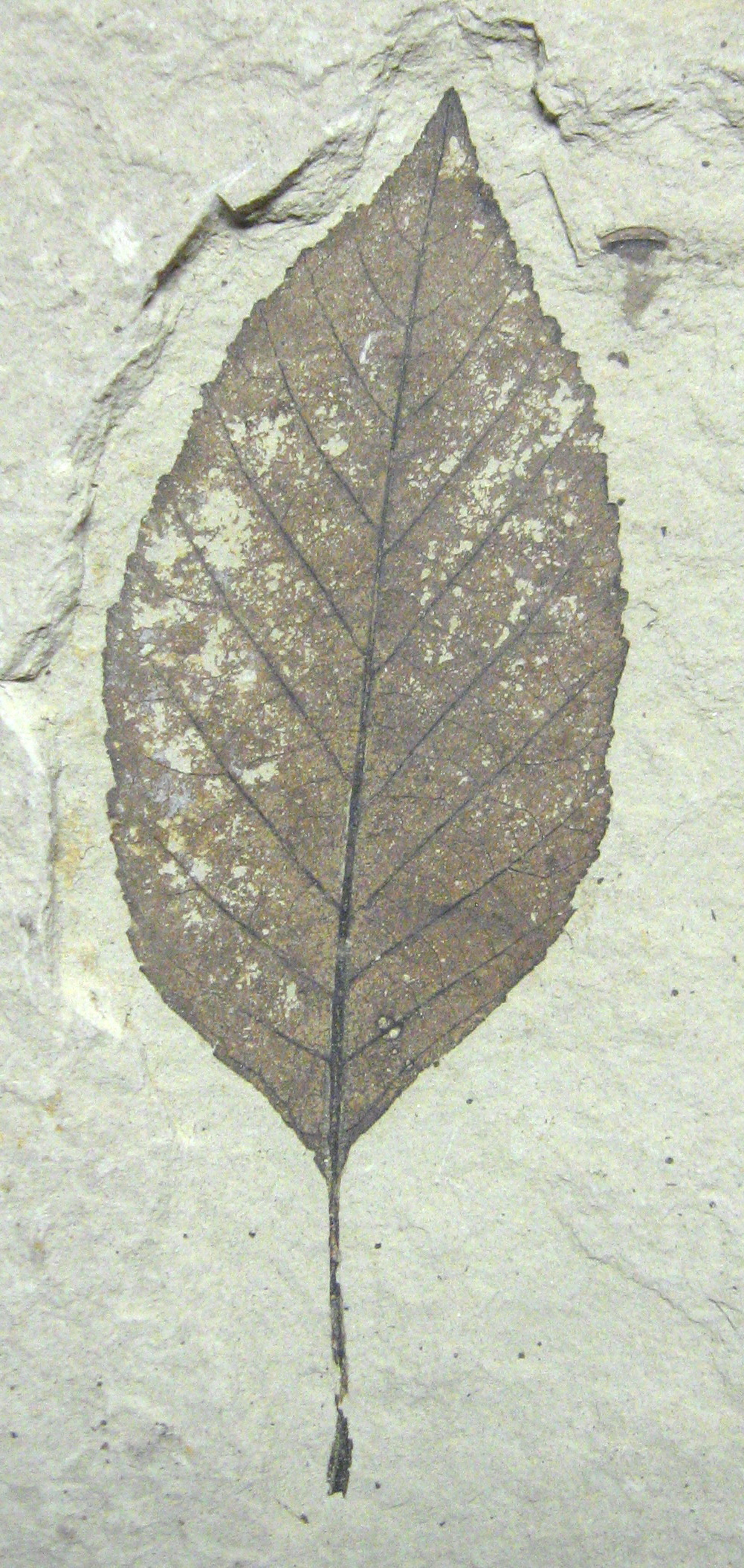
Vymizelý druh olše Alnus parvifolia